# Krzysztof Klabon
Krzysztof Klabon (ur. ok. 1550 prawdopodobnie w Królewcu, zm. 1616 lub później)  – polski kompozytor, lutnista, śpiewak i kapelmistrz. 

## Życiorys
Przez całe życie działał w kapeli królewskiej w Krakowie na dworze Zygmunta Augusta, Stefana Batorego i Zygmunta III Wazy. Początkowo był dworskim chórzystą, a od 6 stycznia 1565 lutnistą i śpiewakiem. W 1576 został kapelmistrzem kapeli dworskiej, w 1596 zastąpiony przez Lukę Marenzio w związku z zaangażowaniem do kapeli muzyków włoskich. Ponownie objął stanowisko kapelmistrza w 1598 i pozostał na nim do 1601, po czym był członkiem dworskiej kapeli . 
Dwukrotnie wyjeżdżał z królem Zygmuntem III do Szwecji (1593–1594 oraz 1598) , śpiewał także z towarzyszeniem lutni na dwóch weselach Zygmunta III, na uroczystości z okazji zdobycia Smoleńska (1611), na weselu Jana Zamoyskiego z Gryzeldą Batorówną (1583). Ostatni zapisek dotyczący Klabona pochodzi z 31 października 1616 .

## Twórczość
W całości w oryginalnej wersji zachował się tylko cykl 6 pieśni 4-głosowych do tekstu Stanisława Grochowskiego, zatytułowany Pieśni Kalliopy Slowienskiey. Ná teráznieysze, pod Byczyną, zwyćięstwo, wydany w Krakowie w 1588 roku przez Siebeneychera. Pieśni te są utworem okazjonalnym, opiewającym zwycięstwo Polaków nad wojskami arcyksięcia Maksymiliana Habsburga w bitwie pod Byczyną. Tytuły pieśni:
- I Słuchajcie mię, wszystkie kraje
- II Szerokie sarmackie włości
- III Sławne potomstwo Lechowe
- IV Tryumfuj, wierny poddany
- V Głośnym zwycięstwem głośna, Kalliope moja
- VI Jeśli greccy Hektorowie

W tabulaturze łowickiej w intawolacji zachowało się również 5-głosowe Kyrie paschale.
Z innych dzieł zachowały się tylko: jeden (najwyższy?) głos prawdopodobnie 5-głosowego Officium Sancta Maria oraz teksty wierszy Jana Kochanowskiego, do których Klabon skomponował muzykę i śpiewał je, jednocześnie akompaniując sobie na lutni (wyd. Kraków 1583, u Łazarza Andrysowicza).